# Роналду Карвалю (тенісист)
Роналду Карвалю (порт. Ronaldo Carvalho; нар. 28 лютого 1979) — колишній бразильський тенісист.
Найвищу одиночну позицію світового рейтингу — 362 місце досяг 11 листопада 2002, парну — 319 місце — 15 вересня 2003 року.

## Фінали ATP Челленджер/Туру ITF

### Одиночний розряд: 4 (2–2)
| Легенда           |
| ----------------- |
| ITF Ф'ючерс (2–2) |

| Результат | В-П | Дата     | Турнір                       | Рівень  | Покриття | Суперник             | Рахунок          |
| --------- | --- | -------- | ---------------------------- | ------- | -------- | -------------------- | ---------------- |
| Поразка   | 0–1 | Лис 2000 | Мексика F5, Сакатекас (штат) | Ф'ючерс | Тверде   | Гергей Кішдєрдь      | 4–6, 6–7(4)      |
| Перемога  | 1–1 | Бер 2002 | Мексика F3, Агуаскальєнтес   | Ф'ючерс | Ґрунт    | Хуан Пабло Бжезіцькі | 6–2, 2–6, 6–4    |
| Перемога  | 2–1 | Тра 2003 | Мексика F4, Агуаскальєнтес   | Ф'ючерс | Тверде   | Пабло Гонсалес       | 6–3, 4–6, 6–2    |
| Поразка   | 2–2 | Лис 2003 | Мексика F20, Леон            | Ф'ючерс | Тверде   | Франко Феррейро      | 4–6, 6–3, 6–7(4) |

### Парний розряд: 13 (3–10)
| Легенда              |
| -------------------- |
| ATP Челленджер (0–1) |
| ITF Ф'ючерс (3–9)    |

| Результат | В-П | Дата     | Турнір                            | Рівень     | Покриття | Партнер           | Суперники                              | Рахунок           |
| --------- | --- | -------- | --------------------------------- | ---------- | -------- | ----------------- | -------------------------------------- | ----------------- |
| Перемога  | 1–0 | Лис 2001 | Бразилія F10, Аракажу             | Ф'ючерс    | Тверде   | Педру Брага       | Едуарду Борер Рікарду Шлахтер          | 6–1, 5–7, 3–1 ret |
| Перемога  | 2–0 | Кві 2002 | Мексика F4, Гвадалахара (Мексика) | Ф'ючерс    | Ґрунт    | Енріке Мелу       | Мігель Гальярдо Вальєс Марселло Амадор | 7–5, 2–6, 6–4     |
| Поразка   | 0–1 | Жов 2002 | Quito Challenger, Еквадор         | Челленджер | Ґрунт    | Едуарду Борер     | Г'юго Армандо Кеплер Орельяна          | 2–6, 4–6          |
| Поразка   | 2–1 | Жов 2002 | Мексика F15, Сьюдад Обрегон       | Ф'ючерс    | Тверде   | Педру Брага       | Ігнасіо Гонсалес Кінґ Хосе де Армас    | 7–5, 5–7, 2–6     |
| Поразка   | 2–2 | Лют 2003 | Бразилія F1, Сан-Паулу            | Ф'ючерс    | Ґрунт    | Рікарду Шлахтер   | Тьяго Алвес Бруно Соарес               | 5–7, 4–6          |
| Поразка   | 2–3 | Кві 2003 | Мексика F2, Агуаскальєнтес        | Ф'ючерс    | Ґрунт    | Едуарду Борер     | Бернард Парун Франк Мозер              | 6–4, 3–6, 6–7(1)  |
| Перемога  | 3–3 | Тра 2003 | Мексика F3, Гвадалахара (Мексика) | Ф'ючерс    | Ґрунт    | Едуарду Борер     | Ігнасіо Гонсалес Кінґ Бруно Соарес     | 7–6(5), 7–6(9)    |
| Поразка   | 3–4 | Тра 2003 | Мексика F4, Агуаскальєнтес        | Ф'ючерс    | Тверде   | Габрієл Пітта     | Алехандро Фалья Бруно Соарес           | 6–4, 4–6, 3–6     |
| Поразка   | 3–5 | Сер 2003 | Бразилія F4, Гоянія               | Ф'ючерс    | Тверде   | Педру Брага       | Едуарду Борер Пауль Капдевіль          | 3–6, 4–6          |
| Поразка   | 3–6 | Жов 2003 | Колумбія F1, Медельїн             | Ф'ючерс    | Ґрунт    | Карлос Берлок     | Хав'єр Таборга Себастьян Декуд         | 6–7(3), 6–7(4)    |
| Поразка   | 3–7 | Жов 2003 | Колумбія F2, Богота               | Ф'ючерс    | Ґрунт    | Карлос Берлок     | Алехандро Фалья Карлос Саламанка       | 4–6, 7–5, 4–6     |
| Поразка   | 3–8 | Жов 2003 | Мексика F18, Сьюдад Обрегон       | Ф'ючерс    | Тверде   | Лукас Енжіл       | Ґуставо Маркассіо Бруно Ечагарай       | 4–6, 6–3, 5–7     |
| Поразка   | 3–9 | Вер 2005 | Бразилія F8, Форталеза            | Ф'ючерс    | Тверде   | Алесандру Камарсу | Марсело Мело Антоніо Пріето            | 3–6, 6–7(8)       |